# Малий Кучурів
Ма́лий Кучурів — село в Україні, у Заставнівській міській громаді Чернівецького району Чернівецькій області.

## Географія

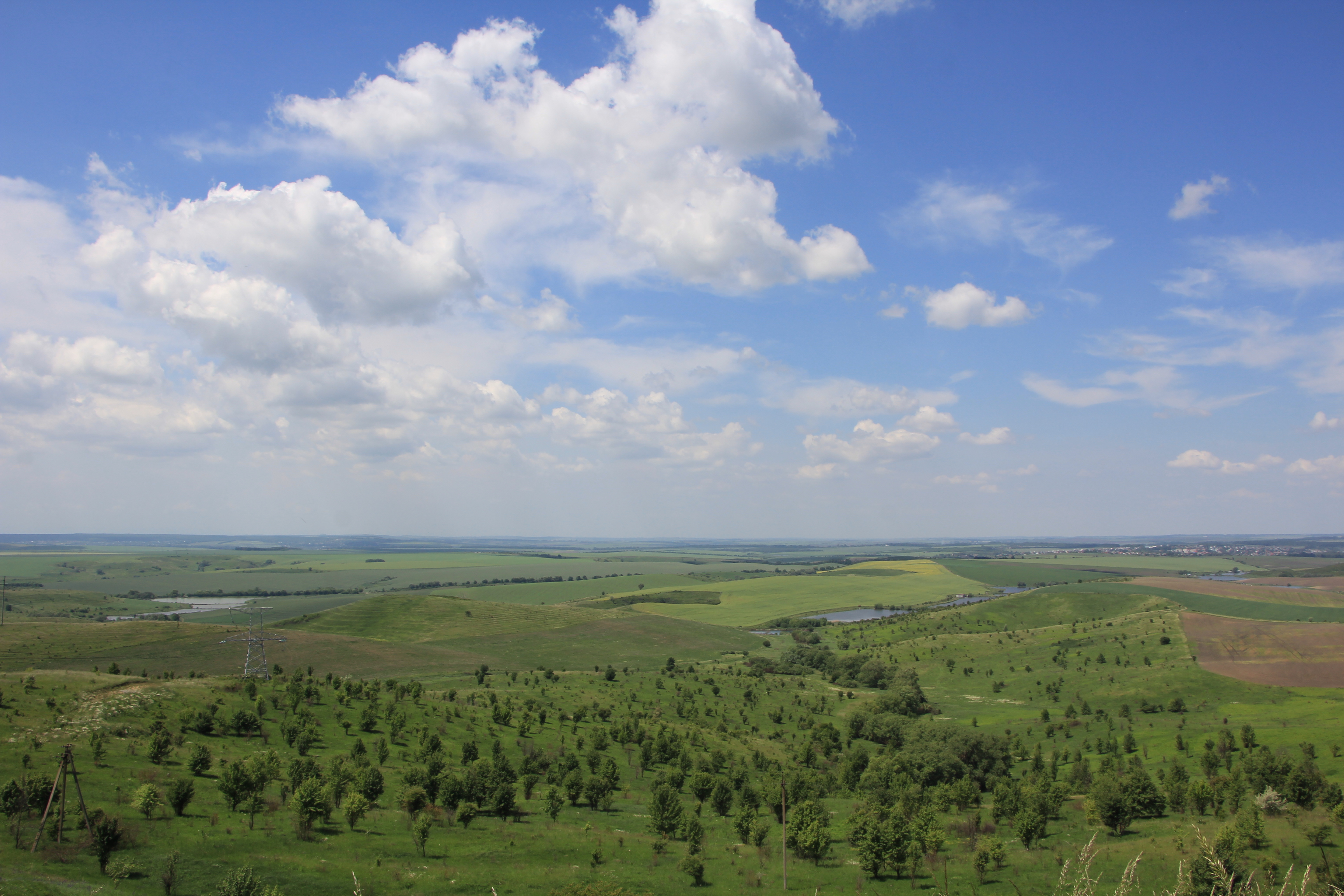
Околиці села Малий Кучурів

Буковинське село Малий Кучурів розташоване поблизу міста Заставна, за 20 км від обласного центру, на березі річки Задубрівка. Через село пролягає автошлях територіального значення Т 2602.

## Історія
З 24 серпня 1991 року в складі незалежної України.
У 2018 році, в ході децентралізації, село увійшло до складу  Заставнівської міської громади.
17 липня 2020 року, в результаті адміністративно-територіальної реформи та ліквідації Заставнівського району, село увійшло до складу новоутвореного Чернівецького району. 
7 липня 2022 року рішенням Заставнівської міської ради дерусифіковані деякі вулиці міста Заставна та Малого Кучурова

## Населення
Згідно з переписом УРСР 1989 року чисельність наявного населення села становила 1349 осіб, з яких 591 чоловік та 758 жінок.
За переписом населення України 2001 року в селі мешкало 1275 осіб.

### Мова
Розподіл населення за рідною мовою за даними перепису 2001 року:
| Мова       | Відсоток |
| ---------- | -------- |
| українська | 98,75 %  |
| російська  | 1,17 %   |
| молдовська | 0,08 %   |

### Перепис населення Румунії (1930)
Національний склад населення за даними перепису 1930 року у Румунії:
| Національність | Кількість осіб | Відсоток |
| -------------- | -------------- | -------- |
| українці       | 2147           | 82,61 %  |
| румуни         | 267            | 10,27 %  |
| поляки         | 128            | 4,92 %   |
| євреї          | 40             | 1,54 %   |
| німці          | 13             | 0,50 %   |
| цигани         | 4              | 0,15 %   |

Мовний склад населення за даними перепису 1930 року:
| Мова       | Кількість осіб | Відсоток |
| ---------- | -------------- | -------- |
| українська | 2318           | 89,19 %  |
| румунська  | 128            | 4,92 %   |
| польська   | 100            | 3,85 %   |
| їдиш       | 37             | 1,42 %   |
| німецька   | 16             | 0,62 %   |

## Відома особа
- Спинул Микола — уродженець села, консул ЗУНР у Відні.

## Галерея

Церква Святого Миколая Чудотворця (1883)
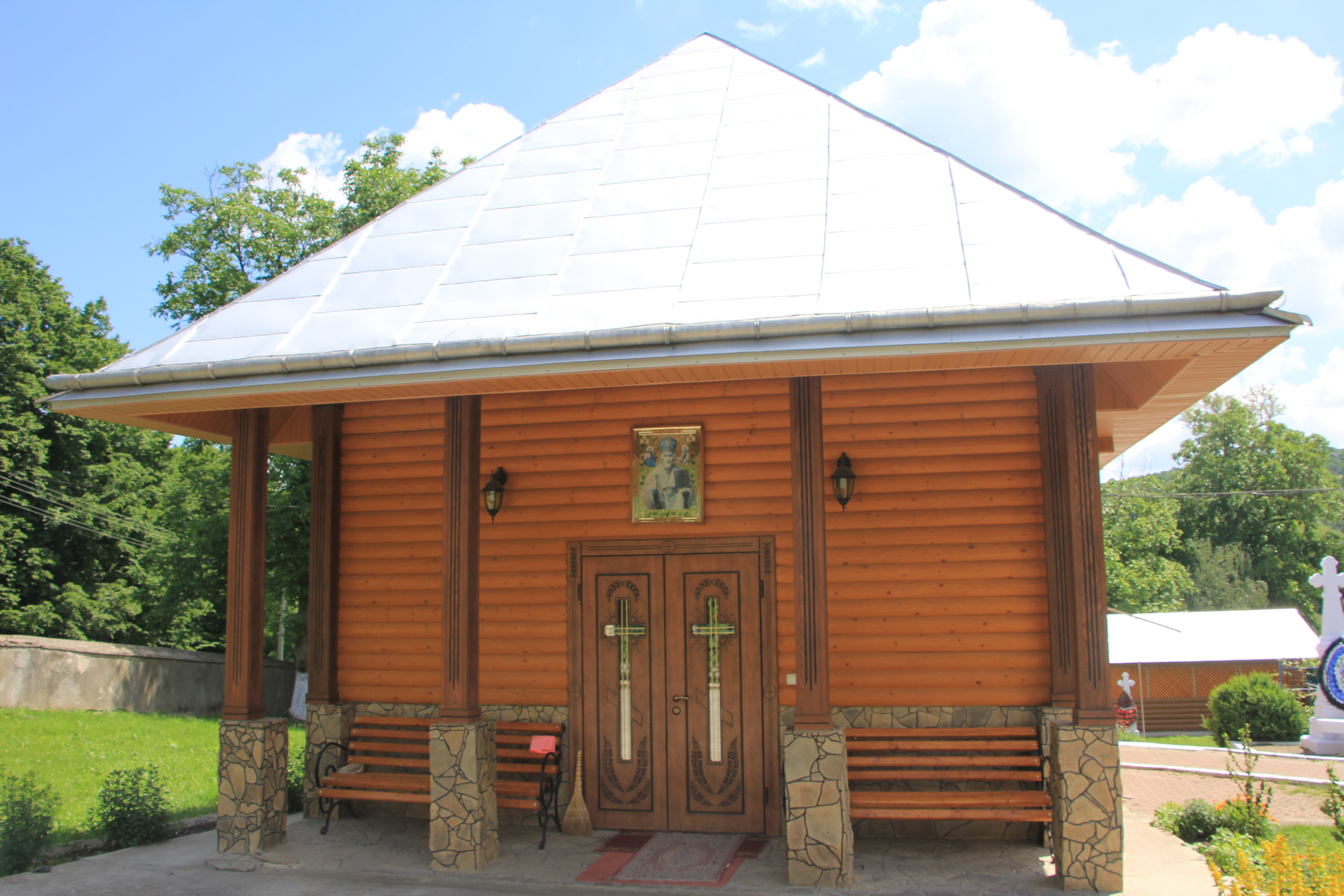
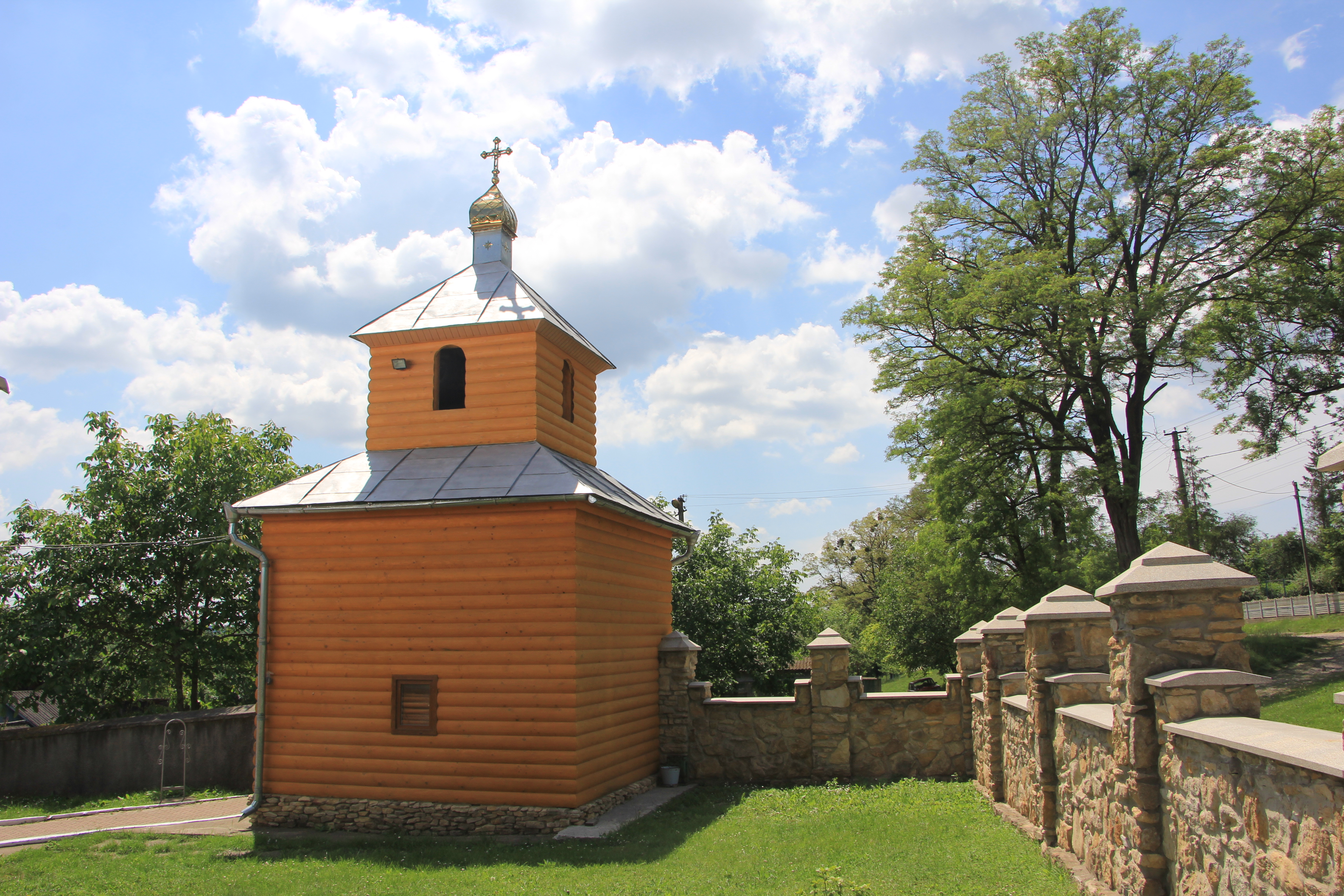
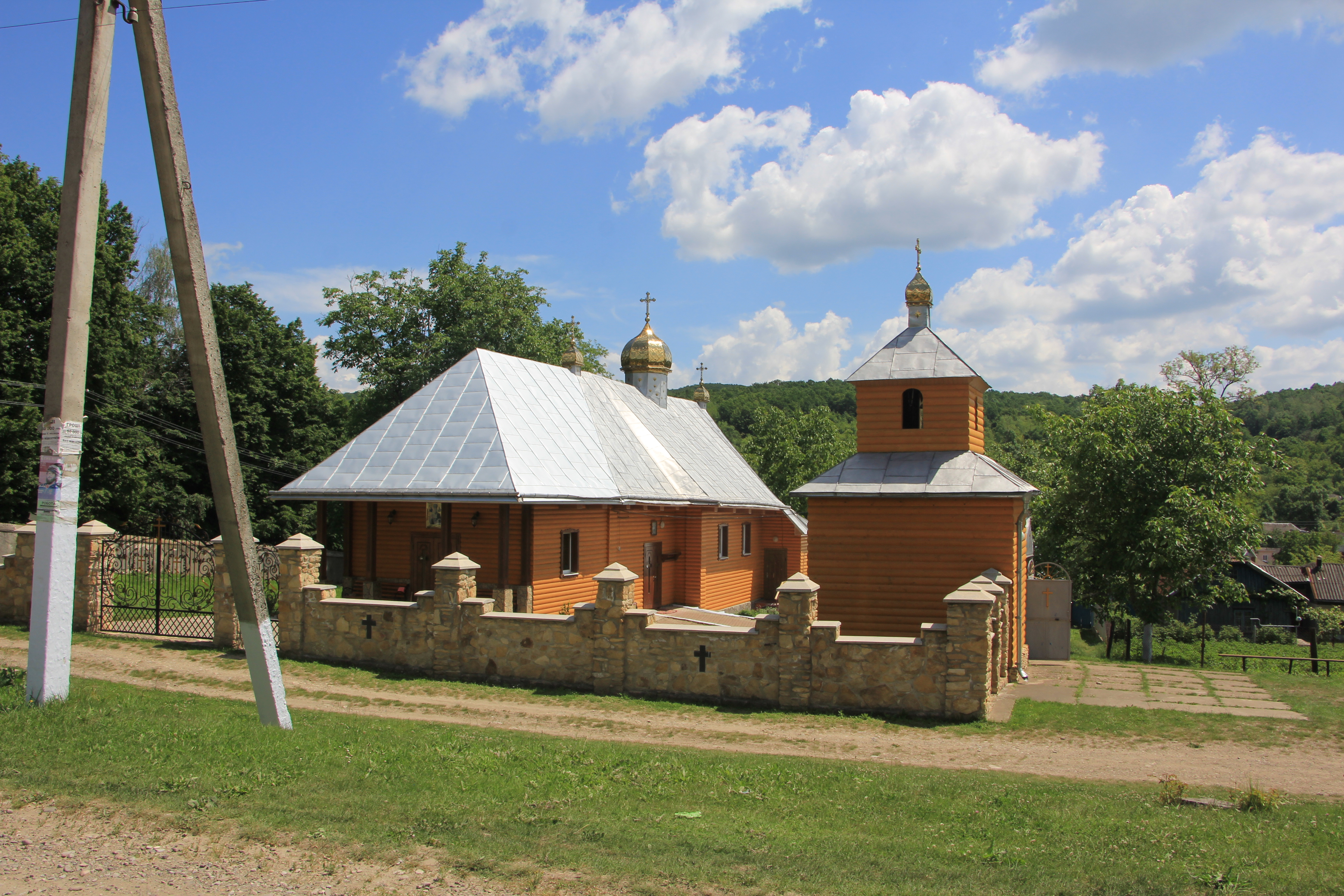